# Municipio de Lincoln (condado de Perkins)
El municipio de Lincoln (en inglés, Lincoln Township) es un municipio del condado de Perkins, Dakota del Sur, Estados Unidos. Tiene una población estimada, a mediados de 2021, de 134 habitantes.

## Geografía
Está ubicado en las coordenadas 45°54′21″N 102°6′15″O / 45.90583, -102.10417 (45.905738, -102.104248). Según la Oficina del Censo de los Estados Unidos, tiene una superficie total de 210.39 km², de la cual 210.19 km² corresponden a tierra firme y 0.20 km² son agua.

## Demografía
Según el censo de 2020, en ese momento había 124 personas residiendo en la zona. La densidad de población era de 0.59 hab./km². El 92.74 % de los habitantes eran blancos, el 1.61 % eran amerindios, el 0.81 % era de otra raza y el 4.84% eran de una mezcla de razas. Del total de la población, el 0.81 % era hispano o latino.